# Aniela Wocławek
Aniela Wocławek (ur. 5 grudnia 1928, zm. 9 października 2019) – polska piłkarka ręczna, mistrzyni i reprezentantka Polski.

## Życiorys
Z zespołem Górnika Świętochłowice zdobyła w 1954 i 1955 mistrzostwo Polski w odmianie 11-osobowej. Wystąpiła w pierwszych sześciu spotkaniach reprezentacji Polski w odmianie 11-osobowej w historii (w latach 1953-1955), a ponadto w meczu numer 6 zdobyła dwie bramki (29 czerwca 1955 przeciwko Rumunii).